# Luigi Milan
Luigi Milan (né le 10 décembre 1937 à Mirano est un footballeur italien évoluant au poste d'attaquant, puis entraineur après sa carrière de joueur.

## Biographie
Il connaît son heure de gloire lors de la saison 1960-1961, lorsqu'il remporte la coupe des coupes avec son club de la Fiorentina. Au match aller, il marque les deux buts de son équipe qui lui permettent de s'imposer sur le terrain des Glasgow Rangers. Au match retour, à domicile, c'est lui qui ouvre le score.
En championnat, il joue 219 matchs en Serie A, pour 30 buts, et 64 matchs en Serie B, pour huit buts. 

## Palmarès
- Vainqueur de Coupe d'Italie en 1961 avec la Fiorentina
- Vainqueur de la coupe des coupes en 1961 avec la Fiorentina